# Fombuena
Fombuena (aragónul Fuent Buena) település Spanyolországban,  Zaragoza tartományban. Fombuena Badules, Cerveruela, Vistabella de Huerva, Luesma, Bádenas, Lanzuela és Villahermosa del Campo községekkel határos. Lakosainak száma 55 fő (2024).

## Népesség
A település népessége az utóbbi években az alábbiak szerint változott:
| Lakosok száma | 18   | 14   | 52   | 51   | 52   | 54   | 52   | 56   | 59   | 55   |
|               | 2001 | 2004 | 2007 | 2009 | 2012 | 2014 | 2017 | 2019 | 2022 | 2024 |